# Kees Romeyn
Cornelis Jan (Kees) Romeyn (Culemborg, 29 december 1923 - Amsterdam, 25 januari 2005) was een Nederlands kunstschilder en tekenaar. Hij maakte schilderijen op doek en board, gouaches, tekeningen, schetsen en soms beelden. Zijn figuratieve en gedeeltelijk ook surrealistische kunst was deels politiek geëngageerd en bezat de nodige ironie. De laatste jaren van zijn leven werd zijn werk steeds abstracter.

## Opleiding
Hij was zoon van Maria Geertrui Dubbeldam en Pieter Romeijn. Hijzelf was tussen 1948 en 1973 (echtscheiding) getrouwd met Hendrika Margaretha van der Molen.
Romeyn heeft een technische opleiding gevolgd aan de Zeevaartschool in Amsterdam. Als kunstenaar was hij autodidact.

## Leven en werk
Romeyn heeft in zijn werkzame jaren veel schilderijen gemaakt in olieverf, zowel op houtboard als op doek. Ook schilderde hij met gouache op papier en tekende en schetste op papier met inkt en potlood.
De motieven voor zijn werk kwamen uit twee richtingen. Zo zijn er zijn vrij realistische schilderijen van bijvoorbeeld de oude hallen van de Kromhout-werf aan de nieuwe Vaart in Amsterdam, waar Romeyn met zijn woonboot schuin tegenover woonde. Daarnaast kwamen er veel maatschappijkritische motieven in zijn kunst naar voren, die hij in een tamelijk surrealistische beeldtaal ensceneerde.
Ook heeft Romeyn een artistieke bijdrage geleverd aan enkele Nederlandse speelfilms. Zo werkte hij mee als decor-inrichter aan de film Stranding van Louis van Gasteren in 1957, en de kortere film Oponthoud van Van Gasteren uit 1960. Later werkte hij ook mee aan de film Naakt over de schutting van Frans Weisz, in 1972-73.

## Politieke muurschildering

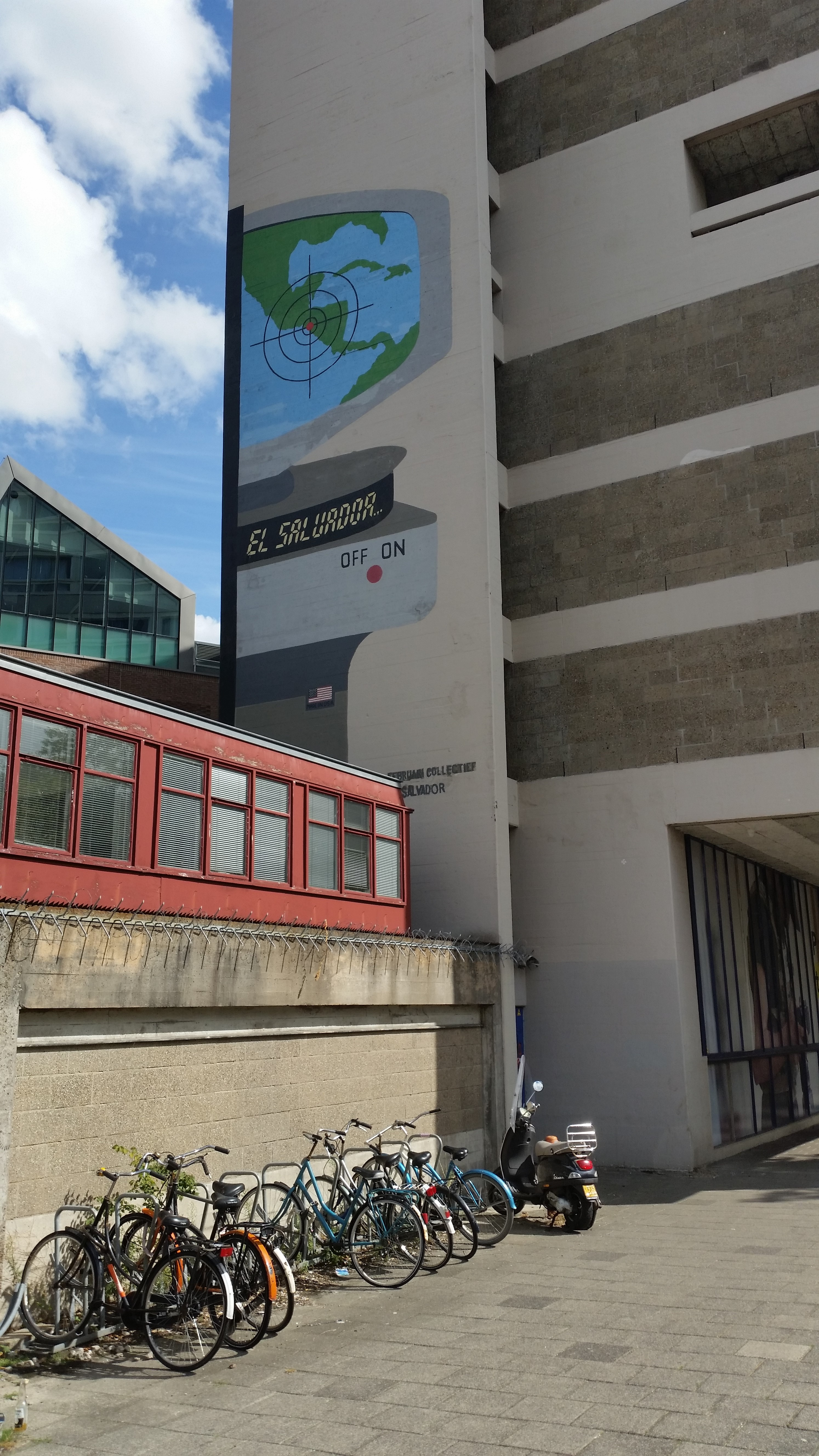
Muurschildering El Salvador op de Weesperflat in Amsterdam-Centrum.

De Muurschildering El Salvador op de zijkant van de betonnen studentenflat aan de Weesperstraat te Amsterdam is gemaakt naar het ontwerp van Romeyn. Samen met de kunstenaar Bernd Lehmann heeft Romeyn deze muurschildering op de steigers ook uitgevoerd, als lid van het Amsterdamse Februaricollectief; het was in opdracht van het El Salvador Komitee Amsterdam (ESKA).
Deze schildering maakten de beide kunstenaars in 1980 - al vrij snel na de militaire confrontatie tussen El Salvador en de Verenigde Staten; de muurschildering is gemaakt op het noordelijke trappenhuis van de Weesperflat ontworpen door Herman Hertzberger.
In 1983 droeg het kunstenaarscollectief het kunstwerk symbolisch over aan de FMLN. Al in 1988 dreigde de schildering te verdwijnen, maar daar hebben Romeyn en het Februaricollectief zich gezamenlijk fel tegen verzet.

## Lidmaatschappen
Romeyn was jarenlang een actief lid van de Beroepsvereniging van Beeldende Kunstenaars, de BBK. Bovendien was hij sterk betrokken bij het Amsterdamse Februaricollectief - een politieke kunstenaarsgroep, waar hij in meewerkte met het uitvoeren van enkele opdrachten.
Ook was Romeyn betrokken bij Artec, een organisatie die bemiddeling bood bij experimenten die een raakvlak hadden op kunstzinnig, wetenschappelijk en technisch gebied. Artec was in 1968 als stichting opgericht door Louis van Gasteren; de stichting adviseerde en financierde veel projecten van kunstenaars. Romeyn had in 1971 een artistiek project via deze Stichting lopen.
Na 1985 deed hij op oudere leeftijd mee met diverse groepstentoonstellingen in zijn eigen buurt, de Oostelijke Eilanden - o.a. met de expositie 'Vier schilders op een Eiland' in de Oosterkerk, samen met zijn jongere collega's Daan Lemaire, Fons Heijnsbroek en Jan Mulder; hier exposeerde hij zijn latere abstracte schilderijen.

## Exposities (selectie)
- 1984 Weerbaar Strijdbaar, groepsexpositie in de locatie van het Februaricollectief, Rozenstraat, Amsterdam[15][16]
- 1986 Februarigroep exposeert, groepsexpositie in het Bolshuis, Amsterdam[17]
- 1988 Open Ateliers Oostelijke Eilanden, Amsterdam[18]
- 1990 Sail '90 Amsterdam[19]
- 1990 Open Ateliers Oostelijke Eilanden, Amsterdam
- 1991 De Eilanden in een Lijst, Amsterdam[20][21]
- 1991 Vier Schilders op een Eiland, Amsterdam[22]
- 1992 Kijken rond de Kerk, Oosterkerk, Amsterdam[14]
- 1997 Veranderbaarheid van de mens, cafe Miller, Amsterdam[23]